# 傳說 (小說)

《傳說》香港版封面

《傳說》為科幻小說家倪匡的作品之一，衛斯理系列編號108，作者於1997年初完成作品，並在同年9月出版該書。與倪匡的其中一本作品《迷藏》相同，《傳說》一書也涉及到人生，並解釋人生一生只不過是一場夢。

## 故事大綱
衛斯理和白素當天閒來無事。忽然，溫寶裕(下稱小寶)致電找衛斯理，並請求衛斯理在家中等他，可是衛斯理和白素等了大半天，小寶還是沒有出現。對此，衛斯理和白素都認為小寶為人無頭無腦，所以不見其蹤影也不足為奇，沒有特別看待。十多天後，小寶的妻子何藍絲兩度向衛斯理夫婦查問其夫的下落，二人得悉此小寶不知所終後均明白事態嚴重，於是親身到「加城」(有可能是指雅加達，因文中曾提到「加城」是熱帶地區)了解一切。
原來，小寶當時是以「全權代表」的身份為陶啟泉到「加城」的別墅處理事務。然而，當時陶啟泉和小寶均以為這些事務都是小事，故此沒有為意與他共事的四位是當地的要員：經濟部長、外交部長、參謀長和總司令。在這時，藍絲感到有不祥預感，因此使用降頭術了解更多，卻沒有留意小寶的去向。後來，小寶闖進了當地的禁地—元首的書房，並且一去不返。四位要員發現此事後告訴藍絲，她根據降頭術發現小寶曾於書房中坐過一張面從主人桌的椅子中，而且到過花園的圍牆。其後，藍絲再沒有感到小寶的存在而向衛斯理和表姐白素求助。
最初，衛斯理感到小寶的失蹤和四位要員有關，但白素反駁認為四位要員不敢得罪藍絲。故此，他們到花園和書房搜查，而衛斯理發現到圍牆外有一團高壓電鐵絲網，一問之下，卻得到一個匪夷所思的答覆：只有元首才能控制它。未幾，眾人返回書房中，並認為有必要通知陶啟泉有關小寶失蹤的事，且要求他親身來到，使衛斯理等人了解四位要員有何要事需向小寶交代。
結果，在陶啟泉的下令，四位要員道出真相。原來，元首在小寶失蹤前已不知所終。當天，元首吩咐四人在書房門前等他，但四人等了足足十二小時依然未見元首開門，因此希望侍衛長打開書房門，起初，侍衛長並沒有接受四人的要求，後來在四人的威脅下開門，其後他卻離奇的自殺 。對於侍衛長的死，衛斯理認為他是在極度的驚嚇下而自盡的；小寶之所以坐在客人座是因為主人座人有人坐著，此人正是元首。然而，元首基於某原因忽然失蹤使小寶也同時失蹤。
隨著這方向，衛斯理等人都認為小寶的失蹤是和元首不知所終有莫大關係，故此只要了解元首失蹤的成因則可找回小寶，所以向陶啟泉查問一切。根據陶啟泉所說，元首本來是一位地位低微的地方警察，某天他在公路上遇到心臟病發的元帥，並救回他的一命。同時，元首一直在一隻死蚊子放在身上。當白素了解過程後，她和藍絲聯想到一個傳說—某人到達「那個地方」，並把心願說出，又能從「那個地方」取得某物件即可夢想成真。然而，元首的心願正是成為國家元首，他是從元帥口中得悉此事，而那只死蚊子正是從那兒得到的。元首有可能是要到「那個地方」「續約」，而小寶在沒有選擇下跟隨了元首，但唯一的問題是「那個地方」在哪?
由於無法理解這困窘，衛斯理等人兵分兩路：陶啟泉以元首失蹤把他廢除，令「那個地方」的承諾失敗；藍絲喚來其他的降頭師施法找出小寶所在。後來，白素告訴衛斯理，藍絲誤導了他們—藍絲並非沒法感到小寶的存在，而是藍絲的「生物電」被不明的力量所阻而無法使降頭術成功運作。故此，小寶有可能只在他們咫尺之間，因此二人在別墅中進行搜索。
期間，他們發現了一位八十歲以上的主管，據他所說，元帥曾帶當時還是警察的元首進入「禁地」—書房，而且在一段長時間後兩人才離開書房。從主管的說中，衛斯理夫婦都認為元帥為了報恩而告訴元首如何到「那個地方」，並預計書房是關鍵。因此，二人返回書房作深度的檢查。
在書房的一角，白素發現壁上有一幅平面藝術品，並且會使人產生錯覺，衛斯理感到它好一個黑洞般。然而，壁是由一種非人類科技的金屬所製。藍絲等人認為小寶可能就在壁內，於是請來了科學家兄弟戈壁沙漠協助。兄弟來到後，從他們的儀器中，壁上是一種前所未有的能量—似靜電又與高壓電相似的化學物質，而花園外的鐵絲網是個發射站 。知道鐵絲網沒有危險後，戈壁沙漠把鐵絲網卸除後掘出兩個大盒子，盒子中的兩人就是小寶和元首。
原來，本來為地方警察的元首在夢想成真後發覺當元首並非容易的事，並漸漸的厭倦起來。就在小寶闖入書房的那一刻，元首從「那個地方」返回「禁地」，並希望小寶能接任元首之位，於是帶他到「那個地方」—大盒子中。然而，進入了大盒子中小寶發現當元首並非好玩的事，但卻不知道如何脫離此惡夢，因而一直困在「那個地方」中。後來，戈壁沙漠開大盒子，才使小寶再次出現。到最後，眾人一致認為「那個地方」是外星人的科技；人的一生只不過是他人的一場夢。

## 相關人物
- 衛斯理

主角，他在發現小寶沒有拜訪他家後沒有刻意理會，後來，得到藍絲的來電後到「加城」了解小寶的下落。在該小說中，衛斯理起了莫大作用，他從幾件小事件大併出小寶失蹤之大意，例如他從老主管口中得悉元首曾與元帥進入書房及小寶坐在客人椅上明白到元首救了元帥而能進入「那個地方」和小寶隨元首到傳說的地方。
- 白素

主角妻，在《傳說》中，她甚少的與衛斯理行動和思想完全一致。比如她在小寶未有上門時也認為無需特別意為；又於小說中因記得一個傳說而漸漸的解開了元首和小寶不知所終的成因和認為藍絲突然感應不到小寶的存在是由於某力量被阻，對找到小寶有莫大的作用。
- 溫寶裕

衛斯理的忘年好友，他住「加城」是替陶啟泉與他的手下辦事，可是小寶卻沒有識出四大要員是當地的一號人物，因此沒有為意四人要員有重大的事件希望陶啟泉協助。其後，他闖入了書房，令他和元首失蹤多天。
- 何藍絲

小寶的太太，是位在所有降頭師中最有地位的其中一位。為人細心體貼，和小寶有近似心靈相通的異能，因此她可以感應到小寶的位置。但當小寶進入書房以後，她就無法感到小寶的存在，使她以為小寶已經離世或到了某不明空間。因此，她成了小說中最悲痛的角色。
- 陶啟泉

亞洲富商之一，由於元首在「那個地方」中希望成為國家的最高領導人，使陶啟泉無意中成了他的貴人，一直協助他無風無浪的登上元首之位。事實上，陶啟泉一直認為他是位蠢蛋，甚至直稱元首為「飯桶」(粵語，即指沒出色的東西)，對四位要員更是呼呼喝喝。
- 水葒

陶啟泉的女友，她只是隨其男友到「加城」，只是參與了尋找元首和小寶的行動，但甚少提出意見，作用不大。
- 元首

沒有提及到他的名字，只知道他是陶啟泉的好友。本來為一位平平無其的地方警察，後來晉升為警察局局長，其後由於得到陶啟泉在幕後協助，使他的願望成真，成為了國家元首。但後來他發現當元首並不是有趣的事，漸生倦意，於是和小寶到「那個地方」。
另一方面，元首的書房有另一個秘密：書櫃中的不是圖書，而是玩具如電子遊戲機和他最喜歡的物品—哨子。因此，衛斯理也認同陶啟泉所說，元首只能勝任當地方警察。
- 四大要員

分別為經濟部長、外交部長、參謀長和總司令，他們四人發現元首失蹤以後致電陶啟泉，但卻認為會使國家惹來危機而沒有向他道出元首失蹤之事，使小寶沒有為意事關重大，間接令元首失蹤多天。到最後，元首厭倦當領袖的生活，於是返回故鄉，由總司令接任元首之位。
- 戈壁沙漠

衛斯理的好友之一，他們發現了一重新的能量令他們大為高興。在這小說中，他們依然一唱一和，衛斯理無法分楚誰是戈壁和沙漠。到最後，大盒子被打開以後，這種新能源消失，使他們意興闌珊。

## 資料來源
以下內容以香港勤十緣出版社作準：
1. ↑  傳說 – 第一部 – P.1-21
2. ↑  傳說 – 第二部 – P.22-23
3. ↑  傳說 – 第三部 – P.45-65
4. ↑  傳說 – 第三部 – P.43-44
5. ↑  傳說 – 第三部 – P.63
6. ↑  傳說 – 第四部 – P.65-66
7. ↑  傳說 – 第四部 – P.71-82
8. ↑  傳說 – 第四部 – P.83-85
9. ↑  傳說 – 第五部 – P.87-97
10. ↑  傳說 – 第五部 – P.98-107
11. ↑  傳說 – 第六部 – P.109-129
12. ↑  傳說 – 第七部 – P.131-135
13. ↑  傳說 – 第七部 – P.136-151
14. ↑  傳說 – 第八部 – P.159-170
15. ↑  傳說 – 第九部 – P.173-175
16. ↑  傳說 – 第九部 – P.174-178
17. ↑  傳說 – 第九部 – P.181-192
18. ↑  傳說 – 第十部 – P.193
19. ↑  傳說 – 第十部 – P.197-201
20. ↑  傳說 – 第十部 – P.201-202
21. ↑  傳說 – 第十部 – P.203-212
22. ↑  傳說 – 第四部 – P.83-84
23. ↑  傳說 – 第六部 – P.113

| 前任者： 107 考驗 | 衛斯理系列（按編號） 108 | 繼任者： 109 豪賭 |